# مراد فرج
مراد فرج
(بالعبرية: מוראד פרג مراد بيريج؛ 1867–1956؛ وفقًا للعربية المصرية يجب أن تُنطق الجيم في اسمه
غير معطَّشة) كان شاعرًا وصحفيًا وفقيهًا وعالمًا يهوديًا من طائفة اليهود القرائين، وهو أحد أهم المؤلفين اليهود في مصر الحديثة.

## حياته
وُلد مراد فرج في القاهرة عام 1867 لعائلة يهودية قرائية. كان اسم عائلته الأصلي «إليشع» (אלישע)، لكنه تَسمّى باسم أبيه الذي كان يُدعى «فرج». كان من أوائل الطلاب الذين التحقوا بكلية الحقوق في جامعة القاهرة بعد افتتاحها، ودرس في فوجه شخصيات مثل سعد زغلول، زعيم الحركة الوطنية المصرية فيما بعد.

بعد أن حصل على شهادة المحاماة، عمل مسؤولًا حكوميًّا في عهد الخديوي عباس حلمي. اكتسب شهرة وذاع صيته كمحام بعدأن تولّى في عام 1902، بناءً على طلب المجتمع الحاخامي، المرافعة عن أحد اليهود الربانيين من بور سعيد اسمه حييم داوود كهانة اتهم بالشروع في خطف بنت مسيحية طليانية اسمها ببينا تبلغ من العمر ست سنوات. كما حظي بالتقدير كرجل قضاء من خارج الجالية اليهودية، وفي عام 1922 تم اختياره لتقديم المشورة للجنة التي صاغت الدستور المصري لعام 1923. نشر فرج عددًا من المراجع في مجال القانون، والقانون المصري بدءًا من عام 1889، وكانت بعض هذه الكتب تُدرّس في كليات الحقوق في مصر. بالإضافة إلى ذلك، شغل منصب قاضٍ في المحكمة الدينية لطائفة القرائين.

شارك فرج في الكتابة الصحفية، ونشر في الصحافة المصرية مقالاتٍ تعبّر عن آرائه ومواقفه من بعض القضايا الاجتماعية. وكانت إحدى المنابر الرئيسية التي نشر فيها مقالاته هي صحيفة «الجريدة» التي حررها أحمد لطفي السيد. في عام 1901 أسس صحيفة أسبوعية يهودية قرائية باللغة العربية تسمى «التهذيب» وعمل محررًا لها حتى إغلاقها عام 1903. تناولت الصحيفة القضايا التي تشغل بال طائفة اليهود القرائين في مصر، ونادى من خلالها بضرورة التحديث والمعاصرة في المجتمع. واصل الكتابة الصحفية في صحف المجتمع القرائي مثل «الإرشاد» و«الكليم» والصحف اليهودية المصرية العامة مثل «إسرائيل» و«الشمس»، والصحافة المصرية العامة مثل المؤيد طوال حياته. تناولت مقالاته قضايا فلسفية وفكرية واجتماعية متنوعة، وبخاصة في مجال العلاقة بين الطوائف الدينية، ولم تتناول مقالاته الأحداث السياسية على الرغم من سخونة الأحداث في تلك الفترة، باستثناء مقالة واحدة دعا فيها إلى ضرورة الوحدة الوطنية بين عناصر الأمة الثلاثة: المسلمين والمسيحيين واليهود، وناشد المسلمين بمعاملة غير المسلمين على قدم المساواة. جمعت العشرات من مقالات فرج عام 1912 في كتاب بعنوان «مقالات مراد».

## مؤلفاته
1. كتاب المجموع في شرح الشروع، القاهرة: مطبعة المحروسة، 1894.
2. مقالات مُراد، القاهرة: مطبعة إبراهيم روزنتال، 1912.
3. شعار الخضر في الأحكام الشرعية الإسرائيلية للقرائين، [القاهرة]: مطبعة الرّغائب، 1917.
4. القرّاؤون والربّانون، القاهرة: مطبعة الرّغائب، 1918.
5. أستاذ العبرية מורה העברית، القاهرة: مطبعة صمويل رحمين أشير، 1925.
6. الشعراء اليهود العرب، [القاهرة]: المطبعة الرّحمانية، 1929.
7. ملتقى اللغتين العبرية والعربية، القاهرة: المطبعة الرّحمانية، 1930-1937.
8. أمثال سليمن: منظومة كُلّ مثل بيتًا ومشروحة ومُفسّرة على الوجه الصّحيح، الإسكندرية: مطبعة صلاح الدين، 1938.
9. أيوب معرّبًا عن أصله العبري ومنظومًا ومشروحًا ومُفَسَّرًا على الوجه الصحيح، القاهرة: مطبعة العالم العربي، 1950.